# Граф Элдон

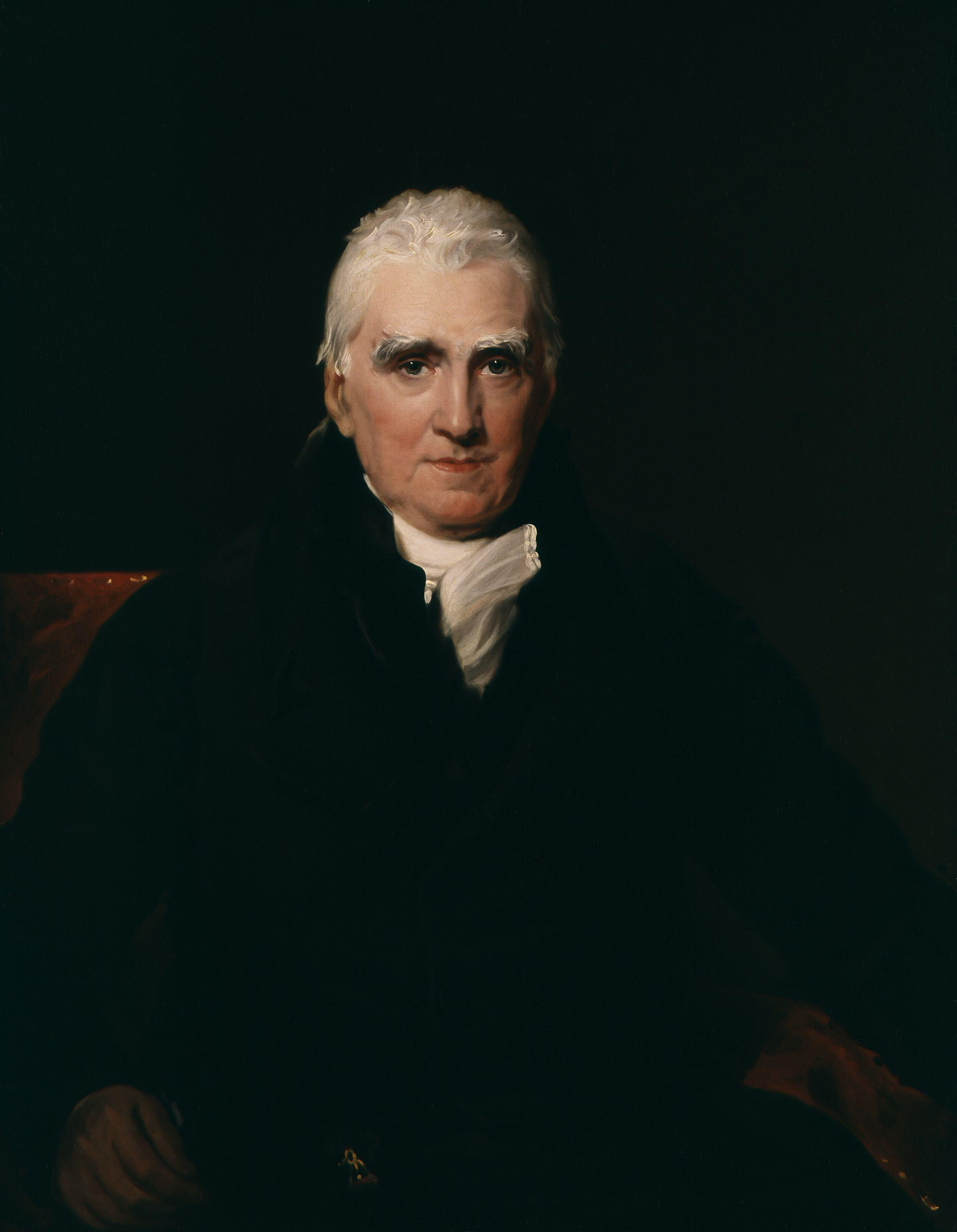
Джон Скотт, 1-й граф Элдон (1751—1838)

Граф Элдон в графстве Дарем (англ. Earl of Eldon) — наследственный титул в системе Пэрства Соединённого королевства.

## История
Титул графа Элдона был создан 7 июля 1821 года для адвоката и политика Джона Скотта, 1-го барона Скотта (1751—1838), лорда-канцлера (1801—1806, 1807—1827). В 1799 году для него уже был создан титул барона Элдона из Элдона в графстве Дарем (Пэрство Великобритании). В 1821 году вместе с графским титулом он получил титул виконта Энкомба из Энкомба в графстве Дорсет.
Его внук, Джон Скотт, 2-й граф Элдон (1805—1854), кратко представлял в Палате общин Труро (1828—1831).
По состоянию на 2025 год, обладателем графского титула являлся его потомок, Джон Джозеф Николас Скотт, 5-й граф Элдон (род. 1937), сменивший своего отца в 1976 году.

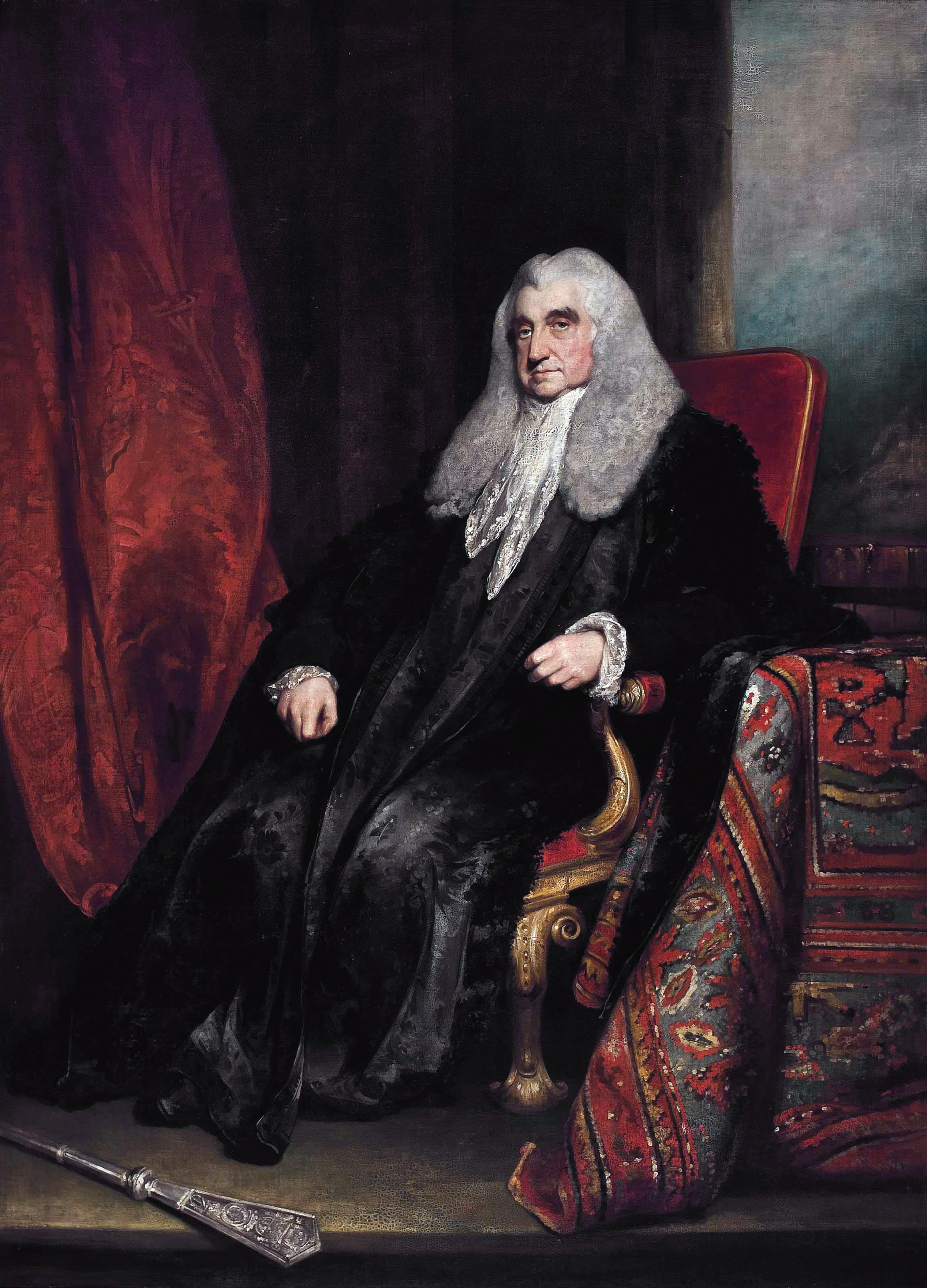
Уильям Скотт, 1-й барон Стоуэлл (1745—1836)

- Уильям Скотт, 1-й барон Стоуэлл (1745—1836), британский судья и юрист, старший брат 1-го графа Элдона. В 1821 году получил титул барона Стоуэлла.
- Достопочтенный сэр Эрнест Стоуэлл Скотт (1872—1953), британский дипломат, посол Великобритании в Венгрии (1924—1930), второй сын 3-го графа Элдона.

## Графы Элдон (1821)
- 1821—1838: Джон Скотт, 1-й граф Элдон (4 июня 1751 — 13 января 1838), младший сын Уильяма Скотта (ум. 1776);
  - Достопочтенный Джон Скотт (8 марта 1774 — 24 декабря 1805), единственный сын предыдущего;
- 1838—1854: Джон Скотт, 2-й граф Элдон (10 декабря 1805 — 18 сентября 1854), сын предыдущего;
- 1854—1926: Джон Скотт, 3-й граф Элдон (2 ноября 1845 — 10 августа 1926), сын предыдущего;
  - Джон Скотт, виконт Энкомб (8 мая 1870 — 18 августа 1900), старший сын предыдущего;
- 1926—1976: Джон Скотт, 4-й граф Элдон (29 марта 1899 — 20 октября 1976), старший сын предыдущего;
- 1976—2017: Джон Джозеф Николас Скотт, 5-й граф Элдон (род. 24 апреля 1937 — 30 января 2017), старший сын предыдущего;
- 2017 — настоящее время: Джон Фрэнсис Томас Мария Джозеф Колумба Фиделис Скотт, 6-й граф Элдон (род. 9 июля 1962), единственный сын предыдущего;
  - Наследник: Джон Джеймс Роберт Колумба Скотт, виконт Энкомб (род. 1996), единственный сын предыдущего.